# Liwki
Liwki – wieś sołecka w Polsce, położona w województwie mazowieckim, w powiecie przasnyskim, w gminie Chorzele.
| SIMC    | Nazwa             | Rodzaj     |
| ------- | ----------------- | ---------- |
| 0507561 | Czarzaste Wielkie | przysiółek |

W latach 1975–1998 wieś administracyjnie należała do województwa ostrołęckiego.